# 陳之碩
陳 之碩（ちん しせき、生没年不明）は、中華民国の財務官僚。別号は君彦、君衍。北京政府から官歴を有し、国民軍の属官となったこともある。蔣介石国民政府では審計部部長代理をつとめ、後に南京国民政府（汪兆銘政権）では経済・財政・金融分野の要職を歴任した。なお、出自や汪兆銘政権参加前の経歴につき、不明点が非常に多い人物である。

## 事績

### 初期の活動
1906年（光緒32年）秋、張立卿らと共に中国同盟会陝西分会を組織した。中華民国成立後、北京政府において財政部公債司第四科弁事員、同司第三科科長を歴任する。1924年（民国13年）12月27日、国民軍第2軍軍長・胡景翼の下で陳之碩は河南省財政庁庁長として起用されたが、翌1925年（民国14年）4月に胡が死去した前後で陳は退任したと見られる。
国民政府においては、1934年（民国23年）11月19日に審計部政務次長として抜擢される。翌1935年（民国24年）2月14日、部長・李元鼎が依願退職したため、陳が部務（部長）代理となった。林雲陔が1936年（民国25年）8月8日に審計部長に任命されると、陳は政務次長専任に戻るが、翌1937年（民国26年）2月6日に依願退職している。

### 汪兆銘政権での活動
その後、汪兆銘（汪精衛）の親日政権樹立活動に陳之碩は参加した。1939年（民国28年）8月に上海で開かれた中国国民党（汪派）第6回全国代表大会（六全大会）において、陳は中央委員会委員に選出されている。1940年（民国29年）3月30日、南京国民政府（汪兆銘政権）が成立すると、陳は財政部常務次長として抜擢された。更に中央政治委員会財政専門委員会主任委員も兼任している。同年12月、中央儲備銀行が創立されると、常務理事に選任された。
1941年（民国30年）10月に糧食管理委員会常任委員、1943年（民国32年）2月に敵産管理委員会委員兼秘書長を兼任する。同月、国民政府で政務次長・常務次長の次長2人制が廃止されると、陳之碩が単独で財政部次長となり、汪兆銘政権崩壊まで在任している。そのほかにも国民政府政務参賛、全国経済委員会常務委員、建設公債管理委員会常務委員などを兼任・歴任した。なお、1943年3月29日には一級同光勲章を授与されている。

### 末路
汪兆銘政権が崩壊すると、陳之碩は漢奸として蔣介石国民政府に逮捕された。1946年（民国35年）10月12日、上海高等法院にて死刑判決を下されている。ただし、その後の審理状況や動向について情報が見当たらず、実際に死刑を執行されたかどうかは不明である。